# Robert Asprin
Robert Lynn Asprin (n. 28 iunie 1946, St. Johns, Michigan - d. 22 mai 2008, New Orleans, Louisiana) a fost un scriitor american de science-fiction & fantasy, cel mai cunoscut pentru seriile sale pline de umor MythAdventures și Phule's Company.

## Biografie
Robert Asprin s-a născut în St. Johns, Michigan și a urmat cursurile Universității din Michigan din Ann Arbor, Michigan între 1964 și 1965. Din 1965 până în 1966 a servit în Armata Statelor Unite ale Americii. A fost căsătorit de două ori și are doi copii. A fost un membru activ al fandomului science fiction și în primii ani de existență ai Society for Creative Anachronism (sub numele de "Yang the Nauseating"), organizație în cadrul căreia a fost membru fondator al filialei Great Dark Horde (1971). De asemenea, a fost un membru influent în Dorsai Irregulars. În 1976 a fost nominalizat la premiul Hugo pentru cea mai bună prezentare dramatică pentru prezentarea animată The Capture, scrisă de Asprin și desenată de Phil Foglio.

## Cariera scriitoricească

### Perioada de început
Primul roman al lui Asprin, The Cold Cash War, o dezvoltare a unei povestiri omonime mai vechi, a apărut în 1977.
În următorii ani, el a creat și editat (alături de soția sa de atunci, Lynn Abbey) seria Thieves' World, o antologie de lumi împărțite la comun de mai mulți autori, creditat la vremea sa ca primul proiect de acest gen. La puțin timp după ce seria a ajuns la apogeu, mulți dintre autori au început să scrie romane și povestiri în afara antologiei, începând cu Beyond Sanctuary de Janet Morris, primul roman „autorizat” Thieves World, publicat în 1985. Janet Morris și Chris Morris au mai realizat două romane autorizate Thieves' World, precum și o serie de romane despre personajul lor nemuritor, Tempus, și despre Grupul Sacru al Fiilor Vitregi. La mijlocul anilor '80 a urmat o serie de romane grafice și alți autori, printre care se numără Andrew J. Offutt și David Drake, au publicat romane despre personajele lor. În 2002, Lynn Abbey a revitalizat seria cu romanul Sanctuary.
În 1978, Asprin a început seria "MythAdventures", care prezintă aventurile comice ale lui Skeeve și Aahz și a cărei primă carte a fost Another Fine Myth. Ilustrate inițial de Frank Kelly Freas și ulterior de Phil Foglio, cărțile caracterizate prin abundența jocurilor de cuvinte îi urmăresc pe un magician demonic care și-a pierdut puterile și pe neexperimentatul său ucenic uman în călătoria întreprinsă printr-o sumedenie de lumi în căutarea propriului loc în viață. Unele dintre primele romane ale seriei au fost adaptate în benzi desenate de către Foglio și alți desenatori. De-a lungul anilor, seria a trecut prin trei edituri: Donning Starblaze, Meisha Merlin și, din 2008, Wildside Press.

### Pauza scriitoricească
Ca urmare a unei serii de probleme personale și financiare, Asprin a încetat să mai scrie în anii '90. El a avut două volume în lista New York TImes a celor mai bine vândute cărți, lucru care a suscitat atenția fanilor și a fiscului. Din nefericire, acest incident a venit în plină secetă scriitoricească, care dura de aproape șapte ani. Asprin a reușit să negocieze o înțelegere cu fiscul, care l-a încurajat să revină la scris și, la sfârșitul anilor '90 și începutul lui 2000 a scris câteva romane în colaborare cu autorii Peter Heck, Jody Lynn Nye și Linda Evans. ACeste romane au inclus continuări ale seriilor "Myth" și "Phule", precum și noi serii sau romane de sine stătătoare.

### Ultima perioadă
Unul dintre ultimele proiecte ale lui Asprin a fost NO Quarter, început în colaborare cu Eric Del Carlo și publicat de Teresa Patterson. Este un roman polițist aparținând genului dark fantasy a cărui acțiune se petrece în cartierul francez din New Orleans, îndrăgit de autor. Deși elementele fantastice (cum sunt voodoo, magia neagră, cărțile de tarot, preștiința, fantomele și misticismul) constituie un element secundar - cartea concentrându-se pe o crimă brutală - acțiunea se petrece în același mediu ca și romanele Griffen McCandles (seria Dragons), Dragons Luck și Dragons Wild. Cei doi protagoniști din NO Quarter, Maestro și Bone, apar ca și personaje minore în romanele Dragons, primul dintre ei fiind un autoportret fictiv dar recogonoscibil al autorului. NO Quarter a apărut în noiembrie 2009 la DarkStar Books.
Vechea colaboratoare a lui Asprin, Jody Lynn Nye, a mai terminat un roman din seria Griffen McCandles, Dragons Deal, și ar putea continua seria Myth Adventures. Dragons Deal a apărut la editura Ace în decembrie 2010.

## Decesul
Asprin a murit ăn patul său pe data de 22 mai 2008, în urma unui infarct miocardic. Lângă el au fost găsiți un roman al lui Terry Pratchett și o pereche de ochelari. În acel sfârșit de săptămână urma să fie oaspete de onoare la convenția Marcon.
În 2008, moștenitorii săi i-au donat arhiva departamentului de Cărți rare și Colecții Speciale din cadrul Universității Northern Illinois.

### SeriaMyth Adventures
- Another Fine Myth (1978)
- Myth Conceptions (1980)
- Myth Directions (1982)
- Hit or Myth (1983)
- Myth-ing Persons (1984)
- Little Myth Marker (1985)
- M.Y.T.H. Inc. Link (1986)
- Myth-Nomers and Im-Pervections (1987)
- M.Y.T.H. Inc. in Action (1990)
- Sweet Myth-tery of Life (1993)
- Myth-Ion Improbable (2001) - plasată cronologic între Myth Directions și Hit or Myth
- Something M.Y.T.H. Inc. (2002)
- Myth-told Tales (2003) - cu Jody Lynn Nye
- Myth Alliances (2003) - cu Jody Lynn Nye
- Myth-taken Identity (2004) - cu Jody Lynn Nye
- Class Dis-Mythed (2005) - cu Jody Lynn Nye
- Myth-Gotten Gains (2006) - cu Jody Lynn Nye
- Myth-Chief (2008) - cu Jody Lynn Nye
- Myth-Fortunes (2008) - cu Jody Lynn Nye

#### Ediții omnibus
- MYTH Adventures (1984)
- Myth Adventures One (1985)
- Myth Alliances (Myth-ing Persons, Little Myth Marker, M.Y.T.H. Inc. Link) (1986)
- The MYTH-ing Omnibus (1992)
- The Second MYTH-ing Omnibus (1992)
- M.Y.T.H. Inc. in Action / Sweet Myth-Tery of Life (2002)
- M.Y.T.H. Inc. Link / Myth-Nomers and Im-Pervections (2002)
- Myth Adventures Three (2002)
- Myth-ing Persons / Little Myth Marker (2002)
- Robert Asprin's Myth Adventures Volume One (cărțile 1-6) (iulie 2006)
- Robert Asprin's Myth Adventures Volume Two (cărțile 7-12) (ianuarie 2007)
- Myth Adventures (2007)
- Myth-Trained (2007)

#### Romane grafice
- Myth Adventures One (1985) - cu Phil Foglio
- Myth Adventures Two (1987) - cu Phil Foglio
- Myth Adventures: An Illustrated Fantasy Adventure (2007) - ediție omnibus

### SeriaDuncan and Mallory
Scrisă în colaborare cu Mel White.
- Duncan and Mallory (1986)
- The Bar None Ranch (1987)
- The Raiders (1988)

### SeriaPhule's Company
- Phule's Company (1990)
- Phule's Paradise (1992)
- A Phule and His Money (1999) cu Peter J. Heck
- Phule Me Twice (2000) cu Peter J. Heck
- No Phule Like an Old Phule (2004) cu Peter J. Heck
- Phule's Errand (2006) cu Peter J. Heck

### SeriaTime Scout
Scrisă în colaborare cu Linda Evans.
- Time Scout (1995)
- Wagers of Sin (1995)
- Ripping Time (2000)
- The House that Jack Built (2000)

### SeriaCold Cash
- The Cold Cash War (1977)
- Cold Cash Warrior: In the World of Robert Asprin's Cold Cash War (1989) - cu Bill Fawcett

ro. Mercenarul - Nemira 1994

### SeriaWartorn
Scrisă în colaborare cu Eric Del Carlo
- Resurrection (2004)
- Obliteration (2006)

### UniversulGriffen McCandles/Dragons
- NO Quarter (2009) - cu Eric Del Carlo și Teresa Patterson

Griffen McCandles
- Dragons Wild (aprilie 2008)
- Dragons Luck (aprilie 2009)
- Dragons Deal (decembrie 2010) - cu Jody Lynn Nye

### Alte romane
- The Bug Wars (1979)
- Tambu (1979)
- Mirror Friend, Mirror Foe (1979) - cu George Takei
- Catwoman (1992) - cu Lynn Abbey
- License Invoked (2001) - cu Jody Lynn Nye
- For King and Country (2002) - cu Linda Evans
- E.Godz (2005) - cu Esther M Friesner

### Ficțiune scurtă (selecție)
- "The Ex-Khan" în Angels in Hell (1987), parte a seriei Heroes in Hell
- "Two Gentlemen of the Trade" în Festival Moon (1987), parte a seriei Merovingen Nights
- "A Harmless Excursion" în Smugglers Gold (1988), de asemenea din Merovingen Nights
- "Mything in Dreamland" cu Jody Lynn Nye în Masters of Fantasy (2004), parte a seriei Myth

### SeriaThieves' World(editor)
- Thieves' World (1979)
- Tales from the Vulgar Unicorn (1980)
- Shadows of Sanctuary (1981)
- Storm Season (1982)
- The Face of Chaos (1983)
- Wings of Omen (1984)
- The Dead of Winter (1985)
- Soul of the City (1986)
- Blood Ties (1986)
- Aftermath (1987)
- Uneasy Alliances (1988)
- Stealers' Sky (1989)

#### Ediții omnibus
- Thieves' World (1-6) (1985)
- Thieves' World (boxed set) (1988) - cu Lynn Abbey
- Thieves' World: First Blood (2003) - cu Lynn Abbey
- Thieves' World Omnibus

1. Sanctuary (1982) - cuprinde primele trei romane
2. Cross-Currents (1984) - cu Lynn Abbey, cuprinde romanele patru, cinci și șase
3. The Shattered Sphere (1986) - cu Lynn Abbey, cuprinde romanele șapte, opt și nouă
4. The Price of Victory (1990)- cu Lynn Abbey, cuprinde ultimele trei romane

#### Romane grafice
Realizate împreună cu Lynn Abbey
- Thieves' World Graphics, Volume One (1986)
- Thieves' World Graphics 2 (1986)
- Thieves' World Graphics 3 (1986)
- Thieves' World Graphics 4 (1987)
- Thieves' World Graphics #5 (1987)
- Thieves' World Graphics 6 (1987)

### Alte opere
- The Capture -  bandă desenată scrisă de Asprin și ilustrată de Phil Foglio; nominalizate la premiul Hugo în 1976